# Saison 2022-2023 de l'AJ Auxerre
Maillots
Dernière mise à jour : 4 juin 2023.
Chronologie
Saison précédente Saison suivante
L'AJ Auxerre retrouve la première division lors de la saison 2022-2023 après une victoire en barrage contre l'AS Saint-Étienne. James Zhou est le propriétaire du club, Baptiste Malherbe devient président exécutif du club et Christophe Pélissier est entraîneur.
Le 11 octobre 2022, Jean-Marc Furlan est mis à pied à titre conservatoire du club.

Après un intérim réalisé par Michel Padovani, le contrat de Jean-Marc Furlan est rompu le 26 octobre 2022. Christophe Pélissier lui succède.

## Avant-saison
La reprise a lieu le jeudi 23 juin 2022.
Un stage a lieu à Chambon-sur-Lignon du 26 juin au 2 juillet 2022. Il est ponctué par un match amical contre le Grenoble Foot 38 qui se déroule à Saint-Priest.
L'AJ Auxerre effectue au total 7 matchs amicaux pendant la préparation :
- 2 contre des clubs de Ligue 1 : Stade de Reims et ESTAC Troyes.
- 2 contre des clubs de Ligue 2 : Grenoble Foot 38 et Amiens SC.
- 2 contre des clubs de National 1 : US Orléans et Red Star FC.
- 1 match contre l'équipe UNFP.

Liste des matchs amicaux 
| 1er match                   | Grenoble Foot 38 (L2) | 2 - 1   | AJ Auxerre    |                                                 |                                                 |
| Samedi 2 juillet 2022 17:00 | Okardi 64e · Ba 4e    | (1 - 0) | 60e Ben Fredj | Stade Jacques Joly, Saint-Priest Vidéo du match | Stade Jacques Joly, Saint-Priest Vidéo du match |
| Samedi 2 juillet 2022 17:00 | Rapport YR            |         |               | Stade Jacques Joly, Saint-Priest Vidéo du match | Stade Jacques Joly, Saint-Priest Vidéo du match |

| 2e match                    | Amiens SC (L2)                            | 3 - 2   | AJ Auxerre                    |                                                       |                                                       |
| Samedi 9 juillet 2022 17:30 | Gomis 49e · Bianchini 51e · D. Fofana 74e | (0 - 0) | 46e Ben Fredj · 57e Ruiz-Atil | Stade René Sache, Châlons-en-Champagne Vidéo du match | Stade René Sache, Châlons-en-Champagne Vidéo du match |
| Samedi 9 juillet 2022 17:30 | Rapport YR                                |         |                               | Stade René Sache, Châlons-en-Champagne Vidéo du match | Stade René Sache, Châlons-en-Champagne Vidéo du match |

| 3e match                       | AJ Auxerre                                   | 3 - 2   | US Orléans (N1)           |                               |                               |
| Mercredi 13 juillet 2022 18:00 | Bernard 33e · Charbonnier 39e · Sinayoko 90e | (2 - 1) | 11e Gassama · 82e Le Paul | Stade Lucien Masson, Migennes | Stade Lucien Masson, Migennes |
| Mercredi 13 juillet 2022 18:00 | Rapport YR                                   |         |                           | Stade Lucien Masson, Migennes | Stade Lucien Masson, Migennes |

| 4e match                     | AJ Auxerre  | 0 - 2   | Stade de Reims            |                                          |                                          |
| Samedi 16 juillet 2022 18:00 |             | (0 - 2) | 4e Koeberle · 40e Agbadou | Stade Abbé-Deschamps (annexe 3), Auxerre | Stade Abbé-Deschamps (annexe 3), Auxerre |
| Samedi 16 juillet 2022 18:00 | Rapport AJA |         |                           | Stade Abbé-Deschamps (annexe 3), Auxerre | Stade Abbé-Deschamps (annexe 3), Auxerre |

| 5e match                       | AJ Auxerre                  | 3 - 1   | Équipe UNFP |                               |                               |
| Mercredi 20 juillet 2022 17:00 | Perrin 29e 45e · Autret 35e | (3 - 1) | 15e Dembélé | Stade Lucien Masson, Migennes | Stade Lucien Masson, Migennes |
| Mercredi 20 juillet 2022 17:00 | Rapport AJA                 |         |             | Stade Lucien Masson, Migennes | Stade Lucien Masson, Migennes |

| 6e match                     | AJ Auxerre  | 1 - 0 | ESTAC Troyes |                               |                               |
| Samedi 23 juillet 2022 19:00 | Hein 75e    |       |              | Stade Abbé-Deschamps, Auxerre | Stade Abbé-Deschamps, Auxerre |
| Samedi 23 juillet 2022 19:00 | Rapport AJA |       |              | Stade Abbé-Deschamps, Auxerre | Stade Abbé-Deschamps, Auxerre |

| 7e match               | AJ Auxerre                           | 3 - 2   | Red Star FC (N1)               |                               |                               |
| Samedi 30 juillet 2022 | Hein 2e · Autret 43e · Ruiz-Atil 66e | (2 - 0) | 56e Dembi · 71e (pen.) Macalou | Stade Lucien Masson, Migennes | Stade Lucien Masson, Migennes |
| Samedi 30 juillet 2022 | Rapport YR                           |         |                                | Stade Lucien Masson, Migennes | Stade Lucien Masson, Migennes |

Lors de la trêve internationale de septembre 2022, l'AJ Auxerre affronte le Paris FC, club de Ligue 2.
| Septembre 2022                   | Paris FC (L2) | 0 - 3   | AJ Auxerre               |                                                        |                                                        |
| Vendredi 23 septembre 2022 16:00 |               | (0 - 0) | 60e 86e Niang · 68e Hein | Centre d'entraînement du Paris FC, Orly Vidéo du match | Centre d'entraînement du Paris FC, Orly Vidéo du match |

Après 2 semaines de trêve, pendant la Coupe du Monde, l'AJ Auxerre reprend le chemin de l'entraînement le 28 novembre 2022 sans Gideon Mensah participant à la Coupe du Monde avec le Ghana.
Lors de cette reprise, l'AJ Auxerre participe à 3 matchs amicaux et effectue un stage en Espagne du 12 au 16 décembre 2022. Le match contre Angers SCO se déroule en 2 périodes de 60 minutes.
Liste des matchs amicaux 
| 1er match                | FC Metz    | 1 - 5   | AJ Auxerre                                |                                          |                                          |
| Vendredi 9 décembre 2022 | Musaba 42e | (1 - 5) | 31e 35e 38e (pen.) 39e Niang · 44e Perrin | Centre d'entraînement de Frescaty, Marly | Centre d'entraînement de Frescaty, Marly |
| Vendredi 9 décembre 2022 | Rapport YR |         |                                           | Centre d'entraînement de Frescaty, Marly | Centre d'entraînement de Frescaty, Marly |

| 2e match                      | Angers SCO                   | 2 - 2   | AJ Auxerre                |                                   |                                   |
| Samedi 17 décembre 2022 17:00 | Bentaleb 7e · Hountondji 87e | (1 - 1) | 50e Perrin · 96e Massinou | Stade de la Vallée du Cher, Tours | Stade de la Vallée du Cher, Tours |
| Samedi 17 décembre 2022 17:00 | Rapport YR                   |         |                           | Stade de la Vallée du Cher, Tours | Stade de la Vallée du Cher, Tours |

| 3e match                  | AJ Auxerre | 1 - 0   | Hajduk Split |                                    |                                    |
| Mercredi 21 décembre 2022 | Niang 31e  | (1 - 0) |              | Stade de l'Abbé-Deschamps, Auxerre | Stade de l'Abbé-Deschamps, Auxerre |
| Mercredi 21 décembre 2022 | Rapport YR |         |              | Stade de l'Abbé-Deschamps, Auxerre | Stade de l'Abbé-Deschamps, Auxerre |

### Changement de président
Dans une interview accordée à l'Agence France-Presse et diffusée le 9 août 2022, James Zhou annonce son intention de quitter la présidence du club. Baptiste Malherbe, actuel directeur général du club, est pressenti pour récupérer la fonction.
Le 16 août 2022, James Zhou confirme la nomination de Baptiste Malherbe en tant que président exécutif de l'AJ Auxerre.

## Transferts

### Mercato d'été et hiver
Ce tableau regroupe l'ensemble des transferts réalisés lors des mercatos estivaux et hivernaux.
mise à jour: 5 février 2023
| Type    | Poste             | Nom                 | Âge | Nat.                   | Transfert            | Durée                | Indemnité | Date            | Provenance/Destination                   |
| ------- | ----------------- | ------------------- | --- | ---------------------- | -------------------- | -------------------- | --------- | --------------- | ---------------------------------------- |
| Départ  | Milieu de terrain | Alexis Trouillet    | 21  | Drapeau de la France   | Fin de prêt          |                      |           | Mercato d'été   | OGC Nice (Ligue 1)                       |
| Départ  | Milieu de terrain | Ryan Ponti          | 23  | Drapeau de la France   | Fin de contrat       |                      |           | Mercato d'été   | FBBP 01 (National 1)                     |
| Départ  | Défenseur         | Carlens Arcus       | 25  | Drapeau d'Haïti        | Fin de contrat       |                      |           | Mercato d'été   | Vitesse Arnhem (Eredivisie)              |
| Départ  | Défenseur         | Gautier Lloris      | 26  | Drapeau de la France   | Fin de contrat       |                      |           | Mercato d'été   | Le Havre AC (Ligue 2)                    |
| Départ  | Milieu de terrain | Aly Ndom            | 26  | Drapeau de la France   | Fin de contrat       |                      |           | Mercato d'été   | AFC Chindia Târgoviște (Liga I)          |
| Départ  | Défenseur         | Clément Akpa        | 20  | Drapeau de la France   | Prêt                 |                      |           | Mercato d'été   | US Orléans (National)                    |
| Départ  | Milieu de terrain | Nicolas Mercier     | 19  | Drapeau de la France   | Prêt                 |                      |           | Mercato d'été   | US Avranches MSM (National)              |
| Départ  | Attaquant         | Mohamed Ben Fredj   | 22  | Drapeau de la Tunisie  | Prêt                 |                      |           | Mercato d'été   | Le Puy Foot 43 Auvergne (National)       |
| Départ  | Défenseur         | Alec Georgen        | 23  | Drapeau de la France   | Prêt                 |                      |           | Mercato d'été   | US Concarneau (National)                 |
| Départ  | Attaquant         | Gaëtan Charbonnier  | 34  | Drapeau de la France   | Transfert            |                      |           |                 | AS Saint-Étienne (Ligue 2)               |
| Départ  | Défenseur         | Quentin Bernard     | 33  | Drapeau de la France   | Transfert            |                      |           | Mercato d'hiver | Chamois niortais FC (Ligue 2)            |
| Départ  | Défenseur         | Paul Joly           | 22  | Drapeau de la France   | Prêt                 |                      |           | Mercato d'hiver | Dijon FCO (Ligue 2)                      |
| Départ  | Gardien de but    | Benoît Costil       | 35  | Drapeau de la France   | Transfert            |                      |           | Mercato d'hiver | LOSC Lille (Ligue 1)                     |
| Départ  | Défenseur         | Alexandre Coeff     | 30  | Drapeau de la France   | Transfert            |                      |           | Mercato d'hiver | Brescia Calcio (Serie B)                 |
| Départ  | Défenseur         | Brayann Pereira     | 19  | Drapeau de la France   | Prêt                 |                      |           | Mercato d'hiver | FBBP 01 (National)                       |
| Arrivée | Défenseur         | Kenji-Van Boto      | 26  | Drapeau de la France   | Fin de prêt          |                      |           | Mercato d'été   | Pau FC (Ligue 2)                         |
| Arrivée | Milieu de terrain | Youssouf M'Changama | 31  | Drapeau de la France   | Joueur libre         | 2 ans (+1 en option) |           | Mercato d'été   | En avant de Guingamp (Ligue 2)           |
| Arrivée | Attaquant         | Ousmane Camara      | 20  | Drapeau de la Guinée   | Premier contrat pro. |                      |           | Mercato d'été   | AJ Auxerre rés. (National 2)             |
| Arrivée | Attaquant         | Kays Ruiz-Atil      | 19  | Drapeau de la France   | Joueur libre         | 3 ans                |           | Mercato d'été   | FC Barcelone B (Primera RFEF)            |
| Arrivée | Défenseur         | Dénys Bain          | 29  | Drapeau de la France   | Joueur libre         | 1 an (+1 en option)  |           | Mercato d'été   | Stade brestois 29 (Ligue 1)              |
| Arrivée | Milieu de terrain | Nathanaël Bouekou   | 20  | Drapeau de la France   | Premier contrat pro. |                      |           | Mercato d'été   | AJ Auxerre rés. (National 2)             |
| Arrivée | Attaquant         | Idjessi Metsoko     | 20  | Drapeau de la France   | Premier contrat pro. |                      |           | Mercato d'été   | AJ Auxerre rés. (National 2)             |
| Arrivée | Défenseur         | Brayann Pereira     | 19  | Drapeau de la France   | Joueur libre         | 3 ans                |           | Mercato d'été   | RC Lens (Ligue 1)                        |
| Arrivée | Gardien de but    | Benoît Costil       | 35  | Drapeau de la France   | Joueur libre         | 1 an                 |           | Mercato d'été   | Girondins de Bordeaux (Ligue 1)          |
| Arrivée | Défenseur         | Julian Jeanvier     | 30  | Drapeau de la Guinée   | Joueur libre         | 1 an (+1 en option)  |           | Mercato d'été   | Brentford FC (Premier League)            |
| Arrivée | Milieu de terrain | Rayan Raveloson     | 25  | Drapeau de Madagascar  | Transfert            | 3 ans (+1 en option) |           | Mercato d'été   | Los Angeles Galaxy (Major League Soccer) |
| Arrivée | Attaquant         | Nuno Da Costa       | 31  | Drapeau du Cap-Vert    | Transfert            | 2 ans (+1 en option) |           | Mercato d'été   | Nottingham Forest (Premier League)       |
| Arrivée | Défenseur         | Gideon Mensah       | 24  | Drapeau du Ghana       | Transfert            | 3 ans                |           | Mercato d'été   | RB Salzbourg (Bundesliga)                |
| Arrivée | Attaquant         | M'Baye Niang        | 27  | Drapeau du Sénégal     | Transfert            | 1 an (+1 en option)  |           | Mercato d'été   | Girondins de Bordeaux (Ligue 2)          |
| Arrivée | Défenseur         | Akim Zedadka        | 27  | Drapeau de l'Algérie   | Prêt                 | 6 mois               |           |                 | LOSC Lille (Ligue 1)                     |
| Arrivée | Attaquant         | Matthis Abline      | 19  | Drapeau de la France   | Prêt                 | 6 mois               |           | Mercato d'hiver | Stade rennais FC (Ligue 1)               |
| Arrivée | Défenseur         | Isaak Touré         | 19  | Drapeau de la France   | Prêt                 | 6 mois               |           | Mercato d'hiver | Olympique de Marseille (Ligue 1)         |
| Arrivée | Milieu de terrain | Elisha Owusu        | 25  | Drapeau du Ghana       | Transfert            | 2 ans et demi        |           | Mercato d'hiver | KAA La Gantoise (Division 1A)            |
| Arrivée | Gardien de but    | Vincenzo Cozzella   | 21  | Drapeau de l'Italie    | Premier contrat pro  |                      |           | Mercato d'hiver | AJ Auxerre rés. (National 2)             |
| Arrivée | Gardien de but    | Andrei Radu         | 25  | Drapeau de la Roumanie | Prêt                 | 6 mois               |           | Mercato d'hiver | Inter Milan (Serie A)                    |
| Arrivée | Milieu de terrain | Han-Noah Massengo   | 21  | Drapeau de la France   | Prêt                 | 6 mois               |           | Mercato d'hiver | Bristol City FC (EFL Championship)       |
| Arrivée | Attaquant         | Siriki Dembélé      | 26  | Drapeau de l'Écosse    | Prêt                 | 6 mois               |           | Mercato d'hiver | AFC Bournemouth (Premier League)         |
| Type    | Poste             | Nom                 | Âge | Nat.                   | Transfert            | Durée                | Indemnité | Date            | Provenance/Destination                   |

Âge = âge au moment du transfert; Nat. = nationalité; Date = date ou période du transfert ( = mercato d'été;  = mercato d'hiver)
ArrivéeDépart

## Effectif de la saison 2022-2023
Le tableau suivant liste les joueurs de l'équipe première en prêt.

## Compétition

### Ligue 1
L'AJ Auxerre évolue en Ligue 1.

#### Calendrier

##### Août 2022
| 1re journée                | LOSC Lille                             | 4 - 1   | AJ Auxerre      | | |
| Dimanche 7 août 2022 15:00 | André 1re · David 3e 39e · Zedadka 64e | (3 - 0) | 68e Charbonnier | Stade Pierre-Mauroy, Villeneuve-d'Ascq Spectateurs : 32 292 Diffuseur : Prime Video (multiplex) Vidéo du match Arbitrage : Eric Wattelier | Stade Pierre-Mauroy, Villeneuve-d'Ascq Spectateurs : 32 292 Diffuseur : Prime Video (multiplex) Vidéo du match Arbitrage : Eric Wattelier |
| Dimanche 7 août 2022 15:00 | Gomes 58e · Djaló 74e                  | Rapport | 44e Jeanvier    | Stade Pierre-Mauroy, Villeneuve-d'Ascq Spectateurs : 32 292 Diffuseur : Prime Video (multiplex) Vidéo du match Arbitrage : Eric Wattelier | Stade Pierre-Mauroy, Villeneuve-d'Ascq Spectateurs : 32 292 Diffuseur : Prime Video (multiplex) Vidéo du match Arbitrage : Eric Wattelier |

| 2e journée                  | AJ Auxerre                                               | 2 - 2   | Angers SCO                            | | |
| Dimanche 14 août 2022 15:00 | Jeanvier 4e · Hountondji 10e (csc)                       | (2 - 1) | 22e Diony · 77e Salama                | Stade de l'Abbé-Deschamps, Auxerre Spectateurs : 15 577 Diffuseur : Prime Video (multiplex) Vidéo du match Arbitrage : Ruddy Buquet | Stade de l'Abbé-Deschamps, Auxerre Spectateurs : 15 577 Diffuseur : Prime Video (multiplex) Vidéo du match Arbitrage : Ruddy Buquet |
| Dimanche 14 août 2022 15:00 | Charbonnier 17e · Joly 37e · Sinayoko 57e · Da Costa 68e | Rapport | 7e Mendy · 61e Ounahi · 83e Sabanovic | Stade de l'Abbé-Deschamps, Auxerre Spectateurs : 15 577 Diffuseur : Prime Video (multiplex) Vidéo du match Arbitrage : Ruddy Buquet | Stade de l'Abbé-Deschamps, Auxerre Spectateurs : 15 577 Diffuseur : Prime Video (multiplex) Vidéo du match Arbitrage : Ruddy Buquet |

| 3e journée                  | Montpellier HSC                        | 1 - 2   | AJ Auxerre                          | | |
| Dimanche 21 août 2022 15:00 | Sakho 39e                              | (1 - 0) | 70e Da Costa · 75e (pen.) Autret    | Stade de la Mosson, Montpellier Spectateurs : 13 137 Diffuseur : Prime Video (multiplex) Vidéo du match Arbitrage : Mathieu Vernice | Stade de la Mosson, Montpellier Spectateurs : 13 137 Diffuseur : Prime Video (multiplex) Vidéo du match Arbitrage : Mathieu Vernice |
| Dimanche 21 août 2022 15:00 | Fayad 46e · Sakho 73e · Savanier 90+4e | Rapport | 43e Joly · 51e Niang · 88e Da Costa | Stade de la Mosson, Montpellier Spectateurs : 13 137 Diffuseur : Prime Video (multiplex) Vidéo du match Arbitrage : Mathieu Vernice | Stade de la Mosson, Montpellier Spectateurs : 13 137 Diffuseur : Prime Video (multiplex) Vidéo du match Arbitrage : Mathieu Vernice |

| 4e journée                | AJ Auxerre | 1 - 0   | RC Strasbourg Alsace | | |
| Samedi 27 août 2022 17:00 | Perrin 29e | (1 - 0) |                      | Stade de l'Abbé-Deschamps, Auxerre Spectateurs : 16 059 Diffuseur : Prime Video Vidéo du match Arbitrage : Johan Hamel | Stade de l'Abbé-Deschamps, Auxerre Spectateurs : 16 059 Diffuseur : Prime Video Vidéo du match Arbitrage : Johan Hamel |
| Samedi 27 août 2022 17:00 |            | Rapport | 25e Bellegarde       | Stade de l'Abbé-Deschamps, Auxerre Spectateurs : 16 059 Diffuseur : Prime Video Vidéo du match Arbitrage : Johan Hamel | Stade de l'Abbé-Deschamps, Auxerre Spectateurs : 16 059 Diffuseur : Prime Video Vidéo du match Arbitrage : Johan Hamel |

| 5e journée                  | Olympique lyonnais    | 2 - 1   | AJ Auxerre                   | | |
| Mercredi 31 août 2022 19:00 | Tetê 29e · Ekambi 72e | (1 - 0) | 80e Autret                   | Groupama Stadium, Décines-Charpieu Spectateurs : 38 609 Diffuseur : Prime Video (multiplex) Vidéo du match Arbitrage : Pierre Gaillouste | Groupama Stadium, Décines-Charpieu Spectateurs : 38 609 Diffuseur : Prime Video (multiplex) Vidéo du match Arbitrage : Pierre Gaillouste |
| Mercredi 31 août 2022 19:00 |                       | Rapport | 57e Ruiz-Atil · 90+3e Perrin | Groupama Stadium, Décines-Charpieu Spectateurs : 38 609 Diffuseur : Prime Video (multiplex) Vidéo du match Arbitrage : Pierre Gaillouste | Groupama Stadium, Décines-Charpieu Spectateurs : 38 609 Diffuseur : Prime Video (multiplex) Vidéo du match Arbitrage : Pierre Gaillouste |

##### Septembre 2022
| 6e journée                    | AJ Auxerre   | 0 - 2   | Olympique de Marseille  | | |
| Samedi 3 septembre 2022 17:00 |              | (0 - 1) | 7e Gerson · 84e Sanchez | Stade de l'Abbé-Deschamps, Auxerre Spectateurs : 17 025 Diffuseur : Prime Video Vidéo du match Arbitrage : Willy Delajod | Stade de l'Abbé-Deschamps, Auxerre Spectateurs : 17 025 Diffuseur : Prime Video Vidéo du match Arbitrage : Willy Delajod |
| Samedi 3 septembre 2022 17:00 | Jubal Jr 39e | Rapport | 90e Harit               | Stade de l'Abbé-Deschamps, Auxerre Spectateurs : 17 025 Diffuseur : Prime Video Vidéo du match Arbitrage : Willy Delajod | Stade de l'Abbé-Deschamps, Auxerre Spectateurs : 17 025 Diffuseur : Prime Video Vidéo du match Arbitrage : Willy Delajod |

| 7e journée                       | Stade rennais FC                                               | 5 - 0   | AJ Auxerre | | |
| Dimanche 11 septembre 2022 17:05 | Sulemana 2e · Gouiri 59e · Terrier 67e · Tait 78e · Abline 84e | (1 - 0) |            | Roazhon Park, Rennes Spectateurs : 27 837 Diffuseur : Canal+ Foot Vidéo du match Arbitrage : Thomas Léonard | Roazhon Park, Rennes Spectateurs : 27 837 Diffuseur : Canal+ Foot Vidéo du match Arbitrage : Thomas Léonard |
| Dimanche 11 septembre 2022 17:05 | Rodon 27e                                                      | Rapport |            | Roazhon Park, Rennes Spectateurs : 27 837 Diffuseur : Canal+ Foot Vidéo du match Arbitrage : Thomas Léonard | Roazhon Park, Rennes Spectateurs : 27 837 Diffuseur : Canal+ Foot Vidéo du match Arbitrage : Thomas Léonard |

| 8e journée                       | AJ Auxerre                            | 1 - 3   | FC Lorient                            | | |
| Vendredi 16 septembre 2022 21:00 | Hein 50e                              | (0 - 3) | 15e Ouattara · 36e Moffi · 42e Le Fée | Stade de l'Abbé-Deschamps, Auxerre Spectateurs : 14 866 Diffuseur : Prime Video Vidéo du match Arbitrage : Ruddy Buquet | Stade de l'Abbé-Deschamps, Auxerre Spectateurs : 14 866 Diffuseur : Prime Video Vidéo du match Arbitrage : Ruddy Buquet |
| Vendredi 16 septembre 2022 21:00 | Mensah 40e · Touré 75e · Dugimont 83e | Rapport | 59e Kalulu                            | Stade de l'Abbé-Deschamps, Auxerre Spectateurs : 14 866 Diffuseur : Prime Video Vidéo du match Arbitrage : Ruddy Buquet | Stade de l'Abbé-Deschamps, Auxerre Spectateurs : 14 866 Diffuseur : Prime Video Vidéo du match Arbitrage : Ruddy Buquet |

##### Octobre 2022
| 9e journée                    | AJ Auxerre                          | 1 - 1   | Stade brestois 29                                           | | |
| Dimanche 2 octobre 2022 15:00 | Niang 86e (pen.)                    | (0 - 0) | 64e Slimani                                                 | Stade de l'Abbé-Deschamps, Auxerre Spectateurs : 14 630 Diffuseur : Prime Vidéo (multiplex) Vidéo du match Arbitrage : Florent Batta | Stade de l'Abbé-Deschamps, Auxerre Spectateurs : 14 630 Diffuseur : Prime Vidéo (multiplex) Vidéo du match Arbitrage : Florent Batta |
| Dimanche 2 octobre 2022 15:00 | Sakhi 4e · Jeanvier 52e · Niang 59e | Rapport | 25e Slimani · 57e Chardonnet · 82e Del Castillo · 85e Bizot | Stade de l'Abbé-Deschamps, Auxerre Spectateurs : 14 630 Diffuseur : Prime Vidéo (multiplex) Vidéo du match Arbitrage : Florent Batta | Stade de l'Abbé-Deschamps, Auxerre Spectateurs : 14 630 Diffuseur : Prime Vidéo (multiplex) Vidéo du match Arbitrage : Florent Batta |

| 10e journée                   | Clermont Foot 63      | 2 - 1   | AJ Auxerre     | | |
| Dimanche 9 octobre 2022 15:00 | Khaoui 55e · Kyei 58e | (0 - 0) | 90+2e Jubal Jr | Stade Gabriel-Montpied, Clermont-Ferrand Spectateurs : 11 119 Diffuseur : Prime Vidéo (multiplex) Vidéo du match Arbitrage : Mathieu Vernice | Stade Gabriel-Montpied, Clermont-Ferrand Spectateurs : 11 119 Diffuseur : Prime Vidéo (multiplex) Vidéo du match Arbitrage : Mathieu Vernice |
| Dimanche 9 octobre 2022 15:00 | Rapport               |         |                | Stade Gabriel-Montpied, Clermont-Ferrand Spectateurs : 11 119 Diffuseur : Prime Vidéo (multiplex) Vidéo du match Arbitrage : Mathieu Vernice | Stade Gabriel-Montpied, Clermont-Ferrand Spectateurs : 11 119 Diffuseur : Prime Vidéo (multiplex) Vidéo du match Arbitrage : Mathieu Vernice |

| 11e journée                    | AJ Auxerre   | 1 - 1   | OGC Nice   | | |
| Dimanche 16 octobre 2022 15:00 | Da Costa 42e | (1 - 1) | 20e Delort | Stade de l'Abbé-Deschamps, Auxerre Spectateurs : 14 125 Diffuseur : Prime Video (multiplex) Vidéo du match Arbitrage : Éric Wattellier | Stade de l'Abbé-Deschamps, Auxerre Spectateurs : 14 125 Diffuseur : Prime Video (multiplex) Vidéo du match Arbitrage : Éric Wattellier |
| Dimanche 16 octobre 2022 15:00 | Rapport      |         |            | Stade de l'Abbé-Deschamps, Auxerre Spectateurs : 14 125 Diffuseur : Prime Video (multiplex) Vidéo du match Arbitrage : Éric Wattellier | Stade de l'Abbé-Deschamps, Auxerre Spectateurs : 14 125 Diffuseur : Prime Video (multiplex) Vidéo du match Arbitrage : Éric Wattellier |

| 12e journée                    | Stade de Reims                                     | 2 - 1   | AJ Auxerre | | |
| Dimanche 23 octobre 2022 15:00 | Balogun 28e · Ito 87e                              | (1 - 1) | 33e Niang  | Stade Auguste-Delaune, Reims Spectateurs : 11 411 Diffuseur : Prime Video (multiplex) Vidéo du match Arbitrage : Hakim Ben El Hadj | Stade Auguste-Delaune, Reims Spectateurs : 11 411 Diffuseur : Prime Video (multiplex) Vidéo du match Arbitrage : Hakim Ben El Hadj |
| Dimanche 23 octobre 2022 15:00 | Locko 25e · Matusiwa 42e · Keita 74e · Diouf 90+2e | Rapport |            | Stade Auguste-Delaune, Reims Spectateurs : 11 411 Diffuseur : Prime Video (multiplex) Vidéo du match Arbitrage : Hakim Ben El Hadj | Stade Auguste-Delaune, Reims Spectateurs : 11 411 Diffuseur : Prime Video (multiplex) Vidéo du match Arbitrage : Hakim Ben El Hadj |

| 13e journée                    | AJ Auxerre               | 1 - 0   | AC Ajaccio             | | |
| Dimanche 30 octobre 2022 13:00 | Sakhi 8e                 | (1 - 0) |                        | Stade de l'Abbé-Deschamps, Auxerre Spectateurs : 15 092 Diffuseur : Prime Video Vidéo du match Arbitrage : Benoît Millot | Stade de l'Abbé-Deschamps, Auxerre Spectateurs : 15 092 Diffuseur : Prime Video Vidéo du match Arbitrage : Benoît Millot |
| Dimanche 30 octobre 2022 13:00 | Jubal Jr 23e · Niang 56e | Rapport | 39e Vidal · 62e Avinel | Stade de l'Abbé-Deschamps, Auxerre Spectateurs : 15 092 Diffuseur : Prime Video Vidéo du match Arbitrage : Benoît Millot | Stade de l'Abbé-Deschamps, Auxerre Spectateurs : 15 092 Diffuseur : Prime Video Vidéo du match Arbitrage : Benoît Millot |

##### Novembre 2022
| 14e journée                    | ESTAC Troyes             | 1 - 1   | AJ Auxerre | | |
| Vendredi 4 novembre 2022 21:00 | Lopes 28e                | (1 - 0) | 86e Perrin | Stade de l'Aube, Troyes Spectateurs : 12 689 Diffuseur : Prime Video Vidéo du match Arbitrage : Pierre Gaillouste | Stade de l'Aube, Troyes Spectateurs : 12 689 Diffuseur : Prime Video Vidéo du match Arbitrage : Pierre Gaillouste |
| Vendredi 4 novembre 2022 21:00 | Salmier 17e · Ripart 72e | Rapport |            | Stade de l'Aube, Troyes Spectateurs : 12 689 Diffuseur : Prime Video Vidéo du match Arbitrage : Pierre Gaillouste | Stade de l'Aube, Troyes Spectateurs : 12 689 Diffuseur : Prime Video Vidéo du match Arbitrage : Pierre Gaillouste |

| 15e journée                     | Paris Saint-Germain                                             | 5 - 0 | AJ Auxerre | | |
| Dimanche 13 novembre 2022 13:00 | Mbappé 11e · Soler 51e · Hakimi 57e · Sanches 81e · Ekitike 84e |       |            | Parc des Princes, Paris Spectateurs : 47 926 Diffuseur : Canal+ Foot et Prime Video Vidéo du match Arbitrage : Thomas Léonard | Parc des Princes, Paris Spectateurs : 47 926 Diffuseur : Canal+ Foot et Prime Video Vidéo du match Arbitrage : Thomas Léonard |
| Dimanche 13 novembre 2022 13:00 | Rapport                                                         |       |            | Parc des Princes, Paris Spectateurs : 47 926 Diffuseur : Canal+ Foot et Prime Video Vidéo du match Arbitrage : Thomas Léonard | Parc des Princes, Paris Spectateurs : 47 926 Diffuseur : Canal+ Foot et Prime Video Vidéo du match Arbitrage : Thomas Léonard |

##### Décembre 2022
| 16e journée                     | AJ Auxerre                   | 2 - 3   | AS Monaco FC                                 | | |
| Mercredi 28 décembre 2022 17:00 | Niang 30e · Fofana 68e (csc) | (1 - 1) | 45+3e (pen.) Ben Yedder · 58e 85e Ben Seghir | Stade de l'Abbé-Deschamps, Auxerre Spectateurs : 16 503 Diffuseur : Prime Video Vidéo du match Arbitrage : Marc Bollengier | Stade de l'Abbé-Deschamps, Auxerre Spectateurs : 16 503 Diffuseur : Prime Video Vidéo du match Arbitrage : Marc Bollengier |
| Mercredi 28 décembre 2022 17:00 | Jeanvier 34e                 | Rapport |                                              | Stade de l'Abbé-Deschamps, Auxerre Spectateurs : 16 503 Diffuseur : Prime Video Vidéo du match Arbitrage : Marc Bollengier | Stade de l'Abbé-Deschamps, Auxerre Spectateurs : 16 503 Diffuseur : Prime Video Vidéo du match Arbitrage : Marc Bollengier |

##### Janvier 2023
| 17e journée                     | FC Nantes         | 1 - 0   | AJ Auxerre              | | |
| Dimanche 1er janvier 2023 15:00 | Coco 74e          | (0 - 0) |                         | Stade de la Beaujoire, Nantes Spectateurs : 23 266 Diffuseur : Prime Video (multiplex) Vidéo du match Arbitrage : Benoît Bastien | Stade de la Beaujoire, Nantes Spectateurs : 23 266 Diffuseur : Prime Video (multiplex) Vidéo du match Arbitrage : Benoît Bastien |
| Dimanche 1er janvier 2023 15:00 | Moutoussamy 90+1e | Rapport | 21e Mensah · 82e Camara | Stade de la Beaujoire, Nantes Spectateurs : 23 266 Diffuseur : Prime Video (multiplex) Vidéo du match Arbitrage : Benoît Bastien | Stade de la Beaujoire, Nantes Spectateurs : 23 266 Diffuseur : Prime Video (multiplex) Vidéo du match Arbitrage : Benoît Bastien |

| 18e journée                    | AJ Auxerre                            | 0 - 5   | Toulouse FC                                                                        | | |
| Mercredi 11 janvier 2023 19:00 |                                       | (0- 3)  | 4e Chaïbi · 33e Rouault · 41e (pen.) Van den Boomen · 75e Aboukhlal · 88e Dallinga | Stade de l'Abbé-Deschamps, Auxerre Spectateurs : 12 405 Diffuseur : Prime Video (multiplex) Vidéo du match Arbitrage : Florent Batta | Stade de l'Abbé-Deschamps, Auxerre Spectateurs : 12 405 Diffuseur : Prime Video (multiplex) Vidéo du match Arbitrage : Florent Batta |
| Mercredi 11 janvier 2023 19:00 | Niang 42e · Mensah 55e · Jubal Jr 88e | Rapport | 44e Sylla                                                                          | Stade de l'Abbé-Deschamps, Auxerre Spectateurs : 12 405 Diffuseur : Prime Video (multiplex) Vidéo du match Arbitrage : Florent Batta | Stade de l'Abbé-Deschamps, Auxerre Spectateurs : 12 405 Diffuseur : Prime Video (multiplex) Vidéo du match Arbitrage : Florent Batta |

| 19e journée                  | RC Lens                | 1 - 0   | AJ Auxerre                 | | |
| Samedi 14 janvier 2023 17:00 | Frankowski 59e (pen.)  | (0 - 0) |                            | Stade Bollaert-Delelis, Lens Spectateurs : 38 208 Diffuseur : Prime Video Vidéo du match Arbitrage : Willy Delajod | Stade Bollaert-Delelis, Lens Spectateurs : 38 208 Diffuseur : Prime Video Vidéo du match Arbitrage : Willy Delajod |
| Samedi 14 janvier 2023 17:00 | Danso 27e · Medina 54e | Rapport | 65e Touré · 90+5e Da Costa | Stade Bollaert-Delelis, Lens Spectateurs : 38 208 Diffuseur : Prime Video Vidéo du match Arbitrage : Willy Delajod | Stade Bollaert-Delelis, Lens Spectateurs : 38 208 Diffuseur : Prime Video Vidéo du match Arbitrage : Willy Delajod |

| 20e journée                    | AJ Auxerre | 0 - 2   | Montpellier HSC                              | | |
| Dimanche 29 janvier 2023 15:00 |            | (0 - 0) | 62e 80e Mavididi                             | Stade de l'Abbé-Deschamps, Auxerre Spectateurs : 14 206 Diffuseur : Prime Video (multiplex) Vidéo du match Arbitrage : Jérémy Stinat | Stade de l'Abbé-Deschamps, Auxerre Spectateurs : 14 206 Diffuseur : Prime Video (multiplex) Vidéo du match Arbitrage : Jérémy Stinat |
| Dimanche 29 janvier 2023 15:00 | Mensah 54e | Rapport | 40e Tchato Mbiayi · 60e Leroy · 67e Mavididi | Stade de l'Abbé-Deschamps, Auxerre Spectateurs : 14 206 Diffuseur : Prime Video (multiplex) Vidéo du match Arbitrage : Jérémy Stinat | Stade de l'Abbé-Deschamps, Auxerre Spectateurs : 14 206 Diffuseur : Prime Video (multiplex) Vidéo du match Arbitrage : Jérémy Stinat |

##### Février 2023
| 21e journée                     | AS Monaco FC                                 | 3 - 2   | AJ Auxerre                | | |
| Mercredi 1er février 2023 21:00 | Ben Yedder 11e · Ben Seghir 30e · Embolo 82e | (2 - 0) | 68e Abline · 84e Da Costa | Stade Louis-II, Monaco Spectateurs : 3 561 Diffuseur : Prime Video (multiplex) Vidéo du match Arbitrage : Hakim Ben El Hadj | Stade Louis-II, Monaco Spectateurs : 3 561 Diffuseur : Prime Video (multiplex) Vidéo du match Arbitrage : Hakim Ben El Hadj |
| Mercredi 1er février 2023 21:00 | Rapport                                      |         |                           | Stade Louis-II, Monaco Spectateurs : 3 561 Diffuseur : Prime Video (multiplex) Vidéo du match Arbitrage : Hakim Ben El Hadj | Stade Louis-II, Monaco Spectateurs : 3 561 Diffuseur : Prime Video (multiplex) Vidéo du match Arbitrage : Hakim Ben El Hadj |

| 22e journée                   | AJ Auxerre                | 0 - 0   | Stade de Reims | | |
| Dimanche 5 février 2023 15:00 |                           | (0 - 0) |                | Stade de l'Abbé-Deschamps, Auxerre Spectateurs : 14 680 Diffuseur : Prime Video (multiplex) Vidéo du match Arbitrage : Pierre Gaillouste | Stade de l'Abbé-Deschamps, Auxerre Spectateurs : 14 680 Diffuseur : Prime Video (multiplex) Vidéo du match Arbitrage : Pierre Gaillouste |
| Dimanche 5 février 2023 15:00 | Mensah 23e · Jubal Jr 38e | Rapport |                | Stade de l'Abbé-Deschamps, Auxerre Spectateurs : 14 680 Diffuseur : Prime Video (multiplex) Vidéo du match Arbitrage : Pierre Gaillouste | Stade de l'Abbé-Deschamps, Auxerre Spectateurs : 14 680 Diffuseur : Prime Video (multiplex) Vidéo du match Arbitrage : Pierre Gaillouste |

| 23e journée                    | Angers SCO                | 1 - 1   | AJ Auxerre        | | |
| Dimanche 12 février 2023 15:00 | Raveloson 2e (csc)        | (1 - 1) | 22e (pen.) Abline | Stade Raymond-Kopa, Angers Spectateurs : 7 873 Diffuseur : Prime Video (multiplex) Vidéo du match Arbitrage : Thomas Léonard | Stade Raymond-Kopa, Angers Spectateurs : 7 873 Diffuseur : Prime Video (multiplex) Vidéo du match Arbitrage : Thomas Léonard |
| Dimanche 12 février 2023 15:00 | Bentaleb 62e · Blazic 90e | Rapport |                   | Stade Raymond-Kopa, Angers Spectateurs : 7 873 Diffuseur : Prime Video (multiplex) Vidéo du match Arbitrage : Thomas Léonard | Stade Raymond-Kopa, Angers Spectateurs : 7 873 Diffuseur : Prime Video (multiplex) Vidéo du match Arbitrage : Thomas Léonard |

| 24e journée                    | AJ Auxerre                                              | 2 - 1   | Olympique lyonnais           | | |
| Vendredi 17 février 2023 21:00 | Perrin 51e (pen.) · Jubal Jr 53e                        | (0 - 1) | 36e Dembélé                  | Stade de l'Abbé-Deschamps, Auxerre Spectateurs : 16 396 Diffuseur : Prime Video Vidéo du match Arbitrage : Jérôme Brisard | Stade de l'Abbé-Deschamps, Auxerre Spectateurs : 16 396 Diffuseur : Prime Video Vidéo du match Arbitrage : Jérôme Brisard |
| Vendredi 17 février 2023 21:00 | Da Costa 38e · Massengo 55e · B. Touré 68e · Hein 90+4e | Rapport | 83e Barcola · 90+4e Lepenant | Stade de l'Abbé-Deschamps, Auxerre Spectateurs : 16 396 Diffuseur : Prime Video Vidéo du match Arbitrage : Jérôme Brisard | Stade de l'Abbé-Deschamps, Auxerre Spectateurs : 16 396 Diffuseur : Prime Video Vidéo du match Arbitrage : Jérôme Brisard |

| 25e journée                    | FC Lorient              | 0 - 1   | AJ Auxerre                                | | |
| Dimanche 26 février 2023 13:00 |                         | (0 - 0) | 58e Raveloson                             | Stade du Moustoir, Lorient Spectateurs : 13 089 Diffuseur : Prime Video Vidéo du match Arbitrage : Benoît Millot | Stade du Moustoir, Lorient Spectateurs : 13 089 Diffuseur : Prime Video Vidéo du match Arbitrage : Benoît Millot |
| Dimanche 26 février 2023 13:00 | Meïté 56e · Abergel 77e | Rapport | 32e B. Touré · 67e Dembélé · 77e Massengo | Stade du Moustoir, Lorient Spectateurs : 13 089 Diffuseur : Prime Video Vidéo du match Arbitrage : Benoît Millot | Stade du Moustoir, Lorient Spectateurs : 13 089 Diffuseur : Prime Video Vidéo du match Arbitrage : Benoît Millot |

##### Mars 2023
| 26e journée                | OGC Nice             | 1 - 1   | AJ Auxerre  | | |
| Vendredi 3 mars 2023 21:00 | Laborde 45+1e (pen.) | (1 - 1) | 36e Hein    | Allianz Riviera, Nice Spectateurs : 21 133 Diffuseur : Prime Video Vidéo du match Arbitrage : Bastien Dechepy | Allianz Riviera, Nice Spectateurs : 21 133 Diffuseur : Prime Video Vidéo du match Arbitrage : Bastien Dechepy |
| Vendredi 3 mars 2023 21:00 |                      | Rapport | 40e Zedadka | Allianz Riviera, Nice Spectateurs : 21 133 Diffuseur : Prime Video Vidéo du match Arbitrage : Bastien Dechepy | Allianz Riviera, Nice Spectateurs : 21 133 Diffuseur : Prime Video Vidéo du match Arbitrage : Bastien Dechepy |

| 27e journée               | AJ Auxerre                 | 0 - 0   | Stade rennais FC      | | |
| Samedi 11 mars 2023 17:00 |                            | (0 - 0) |                       | Stade de l'Abbé-Deschamps, Auxerre Spectateurs : 15 695 Diffuseur : Prime Video Vidéo du match Arbitrage : Mathieu Vernice | Stade de l'Abbé-Deschamps, Auxerre Spectateurs : 15 695 Diffuseur : Prime Video Vidéo du match Arbitrage : Mathieu Vernice |
| Samedi 11 mars 2023 17:00 | Zedadka 68e · I. Touré 79e | Rapport | 10e Wooh · 84e Meling | Stade de l'Abbé-Deschamps, Auxerre Spectateurs : 15 695 Diffuseur : Prime Video Vidéo du match Arbitrage : Mathieu Vernice | Stade de l'Abbé-Deschamps, Auxerre Spectateurs : 15 695 Diffuseur : Prime Video Vidéo du match Arbitrage : Mathieu Vernice |

| 28e journée                 | RC Strasbourg Alsace     | 2 - 0   | AJ Auxerre   | | |
| Dimanche 19 mars 2023 15:00 | Nyamsi 5e · Diallo 85e   | (1 - 0) |              | Stade de la Meinau, Strasbourg Spectateurs : 25 533 Diffuseur : Prime Video Vidéo du match Arbitrage : Eric Wattelier | Stade de la Meinau, Strasbourg Spectateurs : 25 533 Diffuseur : Prime Video Vidéo du match Arbitrage : Eric Wattelier |
| Dimanche 19 mars 2023 15:00 | Perrin 45e · Liénard 55e | Rapport | 19e I. Touré | Stade de la Meinau, Strasbourg Spectateurs : 25 533 Diffuseur : Prime Video Vidéo du match Arbitrage : Eric Wattelier | Stade de la Meinau, Strasbourg Spectateurs : 25 533 Diffuseur : Prime Video Vidéo du match Arbitrage : Eric Wattelier |

##### Avril 2023
| 29e journée                 | AJ Auxerre | 1 - 0   | ESTAC Troyes | | |
| Samedi 1er avril 2023 17:00 | Niang 73e  | (0 - 0) |              | Stade de l'Abbé-Deschamps, Auxerre Spectateurs : 16 512 Diffuseur : Prime Video Vidéo du match Arbitrage : Jérôme Brisard | Stade de l'Abbé-Deschamps, Auxerre Spectateurs : 16 512 Diffuseur : Prime Video Vidéo du match Arbitrage : Jérôme Brisard |
| Samedi 1er avril 2023 17:00 | Rapport    |         |              | Stade de l'Abbé-Deschamps, Auxerre Spectateurs : 16 512 Diffuseur : Prime Video Vidéo du match Arbitrage : Jérôme Brisard | Stade de l'Abbé-Deschamps, Auxerre Spectateurs : 16 512 Diffuseur : Prime Video Vidéo du match Arbitrage : Jérôme Brisard |

| 30e journée                 | AC Ajaccio | 0 - 3   | AJ Auxerre                                       | | |
| Dimanche 9 avril 2023 15:00 |            | (0 - 3) | 3e B. Touré · 6e Da Costa · 45+2e (csc) Alphonse | Stade François-Coty, Ajaccio Spectateurs : 6 742 Diffuseur : Prime Video Vidéo du match Arbitrage : Bastien Dechepy | Stade François-Coty, Ajaccio Spectateurs : 6 742 Diffuseur : Prime Video Vidéo du match Arbitrage : Bastien Dechepy |
| Dimanche 9 avril 2023 15:00 | Diallo 50e | Rapport | 5e Jeanvier · 60e M'Changama · 87e Zedadka       | Stade François-Coty, Ajaccio Spectateurs : 6 742 Diffuseur : Prime Video Vidéo du match Arbitrage : Bastien Dechepy | Stade François-Coty, Ajaccio Spectateurs : 6 742 Diffuseur : Prime Video Vidéo du match Arbitrage : Bastien Dechepy |

| 31e journée                  | AJ Auxerre                        | 2 - 1   | FC Nantes                     | | |
| Dimanche 16 avril 2023 15:00 | Jubal Jr 5e (pen.) · Da Costa 43e | (2 - 0) | 55e Mohamed                   | Stade de l'Abbé-Deschamps, Auxerre Spectateurs : 15 714 Diffuseur : Prime Video Vidéo du match Arbitrage : Eric Wattelier | Stade de l'Abbé-Deschamps, Auxerre Spectateurs : 15 714 Diffuseur : Prime Video Vidéo du match Arbitrage : Eric Wattelier |
| Dimanche 16 avril 2023 15:00 | Zedadka 33e · I. Touré 90+3e      | Rapport | 36e Joao Victor · 89e Pallois | Stade de l'Abbé-Deschamps, Auxerre Spectateurs : 15 714 Diffuseur : Prime Video Vidéo du match Arbitrage : Eric Wattelier | Stade de l'Abbé-Deschamps, Auxerre Spectateurs : 15 714 Diffuseur : Prime Video Vidéo du match Arbitrage : Eric Wattelier |

| 32e journée                | AJ Auxerre       | 1 - 1   | LOSC Lille       | | |
| Samedi 22 avril 2023 17:00 | Niang 62e (pen.) | (0 - 1) | 37e (pen.) David | Stade de l'Abbé-Deschamps, Auxerre Spectateurs : 16 779 Diffuseur : Prime Video Vidéo du match Arbitrage : Stéphanie Frappart | Stade de l'Abbé-Deschamps, Auxerre Spectateurs : 16 779 Diffuseur : Prime Video Vidéo du match Arbitrage : Stéphanie Frappart |
| Samedi 22 avril 2023 17:00 |                  | Rapport | 27e Fonte        | Stade de l'Abbé-Deschamps, Auxerre Spectateurs : 16 779 Diffuseur : Prime Video Vidéo du match Arbitrage : Stéphanie Frappart | Stade de l'Abbé-Deschamps, Auxerre Spectateurs : 16 779 Diffuseur : Prime Video Vidéo du match Arbitrage : Stéphanie Frappart |

| 33e journée                  | Olympique de Marseille  | 2 - 1   | AJ Auxerre   | | |
| Dimanche 30 avril 2023 20:45 | Ünder 75e · Sanchez 77e | (0 - 1) | 33e B. Touré | Orange Vélodrome, Marseille Spectateurs : 64 523 Diffuseur : Prime Video Vidéo du match Arbitrage : Jérémie Pignard | Orange Vélodrome, Marseille Spectateurs : 64 523 Diffuseur : Prime Video Vidéo du match Arbitrage : Jérémie Pignard |
| Dimanche 30 avril 2023 20:45 | Sanchez 41e             | Rapport |              | Orange Vélodrome, Marseille Spectateurs : 64 523 Diffuseur : Prime Video Vidéo du match Arbitrage : Jérémie Pignard | Orange Vélodrome, Marseille Spectateurs : 64 523 Diffuseur : Prime Video Vidéo du match Arbitrage : Jérémie Pignard |

##### Mai 2023
| 34e journée               | AJ Auxerre   | 1 - 1   | Clermont Foot 63 | | |
| Dimanche 7 mai 2023 15:00 | I. Touré 36e | (1 - 0) | 54e Khaoui       | Stade de l'Abbé-Deschamps, Auxerre Spectateurs : 16 330 Diffuseur : Prime Video Vidéo du match Arbitrage : Marc Bollengier | Stade de l'Abbé-Deschamps, Auxerre Spectateurs : 16 330 Diffuseur : Prime Video Vidéo du match Arbitrage : Marc Bollengier |
| Dimanche 7 mai 2023 15:00 | Zedadka 88e  | Rapport |                  | Stade de l'Abbé-Deschamps, Auxerre Spectateurs : 16 330 Diffuseur : Prime Video Vidéo du match Arbitrage : Marc Bollengier | Stade de l'Abbé-Deschamps, Auxerre Spectateurs : 16 330 Diffuseur : Prime Video Vidéo du match Arbitrage : Marc Bollengier |

| 35e journée                | Stade brestois 29 | 1 - 0   | AJ Auxerre | | |
| Dimanche 14 mai 2023 15:00 | Le Douaron 69e    | (0 - 0) |            | Stade Francis-Le Blé, Brest Spectateurs : 15 028 Diffuseur : Prime Video Vidéo du match Arbitrage : Eric Wattelier | Stade Francis-Le Blé, Brest Spectateurs : 15 028 Diffuseur : Prime Video Vidéo du match Arbitrage : Eric Wattelier |
| Dimanche 14 mai 2023 15:00 | Rapport           |         |            | Stade Francis-Le Blé, Brest Spectateurs : 15 028 Diffuseur : Prime Video Vidéo du match Arbitrage : Eric Wattelier | Stade Francis-Le Blé, Brest Spectateurs : 15 028 Diffuseur : Prime Video Vidéo du match Arbitrage : Eric Wattelier |

| 36e journée                | AJ Auxerre   | 1 - 2   | Paris Saint-Germain | | |
| Dimanche 21 mai 2023 20:45 | Sinayoko 51e | (0 - 2) | 6e 8e Mbappé        | Stade de l'Abbé-Deschamps, Auxerre Spectateurs : 16 682 Diffuseur : Prime Video Vidéo du match Arbitrage : Benoît Bastien | Stade de l'Abbé-Deschamps, Auxerre Spectateurs : 16 682 Diffuseur : Prime Video Vidéo du match Arbitrage : Benoît Bastien |
| Dimanche 21 mai 2023 20:45 | Jubal Jr 46e | Rapport |                     | Stade de l'Abbé-Deschamps, Auxerre Spectateurs : 16 682 Diffuseur : Prime Video Vidéo du match Arbitrage : Benoît Bastien | Stade de l'Abbé-Deschamps, Auxerre Spectateurs : 16 682 Diffuseur : Prime Video Vidéo du match Arbitrage : Benoît Bastien |

| 37e journée              | Toulouse FC                             | 1 - 1   | AJ Auxerre    | | |
| Samedi 27 mai 2023 21:00 | Aboukhlal 44e                           | (1 - 1) | 24e Raveloson | Stadium de Toulouse, Toulouse Spectateurs : 25 172 Diffuseur : Prime Video Vidéo du match Arbitrage : Mathieu Vernice | Stadium de Toulouse, Toulouse Spectateurs : 25 172 Diffuseur : Prime Video Vidéo du match Arbitrage : Mathieu Vernice |
| Samedi 27 mai 2023 21:00 | Jubal Jr 2e · Massengo 18e · Abline 84e | Rapport | 71e Spierings | Stadium de Toulouse, Toulouse Spectateurs : 25 172 Diffuseur : Prime Video Vidéo du match Arbitrage : Mathieu Vernice | Stadium de Toulouse, Toulouse Spectateurs : 25 172 Diffuseur : Prime Video Vidéo du match Arbitrage : Mathieu Vernice |

##### Juin 2023
| 38e journée              | AJ Auxerre   | 1 - 3   | RC Lens                                   | | |
| Samedi 3 juin 2023 21:00 | Niang 71e    | (0 - 1) | Claude-Maurice 19e 48e · Openda 78e       | Stade de l'Abbé-Deschamps, Auxerre Spectateurs : 17 246 Diffuseur : Prime Video Vidéo du match Arbitrage : Benoît Millot | Stade de l'Abbé-Deschamps, Auxerre Spectateurs : 17 246 Diffuseur : Prime Video Vidéo du match Arbitrage : Benoît Millot |
| Samedi 3 juin 2023 21:00 | Jubal Jr 27e | Rapport | 6e Abdul Samed · 69e Haïdara · 83e Gradit | Stade de l'Abbé-Deschamps, Auxerre Spectateurs : 17 246 Diffuseur : Prime Video Vidéo du match Arbitrage : Benoît Millot | Stade de l'Abbé-Deschamps, Auxerre Spectateurs : 17 246 Diffuseur : Prime Video Vidéo du match Arbitrage : Benoît Millot |

#### Classement
| Rang | Équipe               | Pts | J  | G | N  | P  | Bp | Bc | Diff | Qualification ou relégation |
| ---- | -------------------- | --- | -- | - | -- | -- | -- | -- | ---- | --------------------------- |
| 15   | RC Strasbourg Alsace | 40  | 38 | 9 | 13 | 16 | 51 | 59 | −8   |                             |
| 16   | FC Nantes            | 36  | 38 | 7 | 15 | 16 | 37 | 55 | −18  |                             |
| 17   | AJ Auxerre P         | 35  | 38 | 8 | 11 | 19 | 35 | 63 | −28  | Relégation en Ligue 2       |
| 18   | AC Ajaccio P         | 26  | 38 | 7 | 5  | 26 | 23 | 74 | −51  | Relégation en Ligue 2       |
| 19   | ES Troyes AC         | 24  | 38 | 4 | 12 | 22 | 45 | 81 | −36  | Relégation en Ligue 2       |

#### Meilleurs buteurs
Ce tableau regroupe l'ensemble des buteurs de l'AJ Auxerre en Ligue 1.
Mis à jour le 4 juin 2023 après la fin de la compétition.
| Pl. | Buteur             | But inscrit |
| --- | ------------------ | ----------- |
| 1   | M'Baye Niang       | 6           |
| 2   | Nuno Da Costa      | 5           |
| 3   | Gaëtan Perrin      | 3           |
| -   | Jubal Jr           | 3           |
| 5   | Matthis Abline     | 2           |
| -   | Rayan Raveloson    | 2           |
| -   | Gauthier Hein      | 2           |
| -   | Birama Touré       | 2           |
| -   | Mathias Autret     | 2           |
| 10  | Lassine Sinayoko   | 1           |
| -   | Hamza Sakhi        | 1           |
| -   | Gaëtan Charbonnier | 1           |
| -   | Isaak Touré        | 1           |
| -   | Julian Jeanvier    | 1           |

#### Meilleurs passeurs décisifs
Ce tableau regroupe l'ensemble des passeurs décisifs de l'AJ Auxerre en Ligue 1.
Mis à jour le 4 juin 2023 après la fin de la compétition.
| Pl. | Passeur          | Passe décisive |
| --- | ---------------- | -------------- |
| 1   | Nuno Da Costa    | 4              |
| 2   | Lassine Sinayoko | 2              |
| -   | Hamza Sakhi      | 2              |
| -   | Mathias Autret   | 2              |
| 5   | Rémy Dugimont    | 1              |
| -   | Quentin Bernard  | 1              |
| -   | Gaëtan Perrin    | 1              |
| -   | Rayan Raveloson  | 1              |
| -   | Alexandre Coeff  | 1              |
| -   | Matthis Abline   | 1              |

### Coupe de France
L'AJ Auxerre entre en lice en 32e de finale se déroulant le dimanche 8 janvier 2023.
| 32e de finale                 | USL Dunkerque                                 | 2 - 2 4 - 5 t. a. b. | AJ Auxerre                                   | | |
| Dimanche 8 janvier 2023 18:00 | Baghdadi 5e · Ipiélé 68e                      | (1 - 2)              | 19e 35e Raveloson                            | Stade Marcel-Tribut, Dunkerque Spectateurs : 4 000 Diffuseur : beIN Sports 1 (multiplex), beIN Sports 3 Vidéo du match Arbitrage : François Letexier | Stade Marcel-Tribut, Dunkerque Spectateurs : 4 000 Diffuseur : beIN Sports 1 (multiplex), beIN Sports 3 Vidéo du match Arbitrage : François Letexier |
| Dimanche 8 janvier 2023 18:00 | Thiam 25e · Keïta 33e                         | Rapport              | 43e Hein ·                                   | Stade Marcel-Tribut, Dunkerque Spectateurs : 4 000 Diffuseur : beIN Sports 1 (multiplex), beIN Sports 3 Vidéo du match Arbitrage : François Letexier | Stade Marcel-Tribut, Dunkerque Spectateurs : 4 000 Diffuseur : beIN Sports 1 (multiplex), beIN Sports 3 Vidéo du match Arbitrage : François Letexier |
| Dimanche 8 janvier 2023 18:00 | Baghdadi · Bilingi · Ipiélé · Pierre · Ghrieb | Tirs au but 4 - 5    | Niang · Jubal Jr · Jeanvier · Perrin · Touré | Stade Marcel-Tribut, Dunkerque Spectateurs : 4 000 Diffuseur : beIN Sports 1 (multiplex), beIN Sports 3 Vidéo du match Arbitrage : François Letexier | Stade Marcel-Tribut, Dunkerque Spectateurs : 4 000 Diffuseur : beIN Sports 1 (multiplex), beIN Sports 3 Vidéo du match Arbitrage : François Letexier |

| 16e de finale                  | Chamois niortais FC | 0 - 4   | AJ Auxerre                                 | | |
| Dimanche 22 janvier 2023 18:30 |                     | (0 - 2) | 39e 67e Perrin · 43e Da Costa · 64e Abline | Stade René-Gaillard, Niort Spectateurs : 2 429 Diffuseur : beIN Sports 1 (multiplex), beIN Sports MAX 5 Vidéo du match Arbitrage : Ruddy Buquet | Stade René-Gaillard, Niort Spectateurs : 2 429 Diffuseur : beIN Sports 1 (multiplex), beIN Sports MAX 5 Vidéo du match Arbitrage : Ruddy Buquet |
| Dimanche 22 janvier 2023 18:30 |                     | Rapport | 34e Sakhi                                  | Stade René-Gaillard, Niort Spectateurs : 2 429 Diffuseur : beIN Sports 1 (multiplex), beIN Sports MAX 5 Vidéo du match Arbitrage : Ruddy Buquet | Stade René-Gaillard, Niort Spectateurs : 2 429 Diffuseur : beIN Sports 1 (multiplex), beIN Sports MAX 5 Vidéo du match Arbitrage : Ruddy Buquet |

| 8e de finale                  | AJ Auxerre               | 2 - 3   | Rodez AF                            | | |
| Mercredi 8 février 2023 18:15 | Niang 45e · Jubal Jr 90e | (1 - 1) | 3e Mendes · 68e Corredor · 76e Park | Stade de l'Abbé-Deschamps, Auxerre Spectateurs : 5 322 Diffuseur : beIN Sports 2 (multiplex), beIN Sports MAX 6 Vidéo du match Arbitrage : Stéphanie Frappart | Stade de l'Abbé-Deschamps, Auxerre Spectateurs : 5 322 Diffuseur : beIN Sports 2 (multiplex), beIN Sports MAX 6 Vidéo du match Arbitrage : Stéphanie Frappart |
| Mercredi 8 février 2023 18:15 | Sakhi 66e · Bain 75e     | Rapport | 90e Adeline                         | Stade de l'Abbé-Deschamps, Auxerre Spectateurs : 5 322 Diffuseur : beIN Sports 2 (multiplex), beIN Sports MAX 6 Vidéo du match Arbitrage : Stéphanie Frappart | Stade de l'Abbé-Deschamps, Auxerre Spectateurs : 5 322 Diffuseur : beIN Sports 2 (multiplex), beIN Sports MAX 6 Vidéo du match Arbitrage : Stéphanie Frappart |

#### Meilleurs buteurs
Ce tableau regroupe l'ensemble des buteurs de l'AJ Auxerre en Coupe de France.
Mis à jour le 18 février 2023 après la fin de la compétition.
| Pl. | Buteur          | But inscrit |
| --- | --------------- | ----------- |
| 1   | Rayan Raveloson | 2           |
| -   | Gaëtan Perrin   | 2           |
| 3   | Nuno Da Costa   | 1           |
| -   | Matthis Abline  | 1           |
| -   | Mbaye Niang     | 1           |
| -   | Jubal Jr        | 1           |

### Affluences
Affluence de l'AJA à domicile cette saison

### Meilleurs buteurs
Ce tableau regroupe l'ensemble des buteurs de l'AJ Auxerre.
Mis à jour le 4 juin 2023 après la fin de la saison.
| Pl. | Buteur             | L1 | CDF | Total |
| --- | ------------------ | -- | --- | ----- |
| 1   | M'Baye Niang       | 6  | 1   | 7     |
| 2   | Nuno Da Costa      | 5  | 1   | 6     |
| 3   | Gaëtan Perrin      | 3  | 2   | 5     |
| 4   | Jubal Jr           | 3  | 1   | 4     |
| -   | Rayan Raveloson    | 2  | 2   | 4     |
| 6   | Matthis Abline     | 2  | 1   | 3     |
| 7   | Gauthier Hein      | 2  | 0   | 2     |
| -   | Birama Touré       | 2  | 0   | 2     |
| -   | Mathias Autret     | 2  | 0   | 2     |
| 10  | Lassine Sinayoko   | 1  | 0   | 1     |
| -   | Hamza Sakhi        | 1  | 0   | 1     |
| -   | Gaëtan Charbonnier | 1  | 0   | 1     |
| -   | Isaak Touré        | 1  | 0   | 1     |
| -   | Julian Jeanvier    | 1  | 0   | 1     |

#### Site officiel de l'AJ Auxerre
1. ↑  « Communiqué officiel », site de l'AJ Auxerre, 11 octobre 2022. Consulté le 11 octobre 2022.
2. 1 2  « Christophe Pélissier nouvel entraîneur de l’AJ Auxerre », site de l'AJ Auxerre, 26 octobre 2022. Consulté le 26 octobre 2022.
3. 1 2 3  « Les infos avant la reprise de l'AJA », site de l'AJ Auxerre, 6 juin 2022. Consulté le 6 juin 2022.
4. ↑  « Le programme des matchs amicaux pour l'AJA », site de l'AJ Auxerre, 10 juin 2022. Consulté le 10 juin 2022.
5. ↑  « Le programme de retour pour nos joueurs », site de l'AJ Auxerre, 27 novembre 2022. Consulté le 5 février 2023.
6. ↑  « Gideon Mensah titulaire avec le Ghana en Coupe du Monde », site de l'AJ Auxerre, 28 novembre 2022. Consulté le 5 février 2023.
7. 1 2  « Le programme de l'AJA pendant la trêve », site de l'AJ Auxerre, 29 novembre 2022. Consulté le 5 février 2023.
8. ↑  « Clément Akpa prêté à l'US Orléans », site de l'AJ Auxerre, 7 juillet 2022. Consulté le 9 juillet 2022.
9. ↑  « Nicolas Mercier prêté à l’US Avranches », site de l'AJ Auxerre, 27 juillet 2022. Consulté le 4 août 2022.
10. ↑  « Mohamed Ben Fredj prolonge et rejoint Le Puy Foot en prêt », site de l'AJ Auxerre, 30 juillet 2022. Consulté le 4 août 2022.
11. ↑  « Alec Georgen prêté à l’US Concarneau », site de l'AJ Auxerre, 22 août 2022. Consulté le 23 août 2022.
12. ↑  « Gaëtan Charbonnier quitte l’AJA », site de l'AJ Auxerre, 16 décembre 2022. Consulté le 4 février 2023.
13. ↑  « Quentin Bernard quitte l’AJA », site de l'AJ Auxerre, 13 janvier 2023. Consulté le 4 février 2023.
14. ↑  « Paul Joly prêté à Dijon », site de l'AJ Auxerre, 16 janvier 2023. Consulté le 4 février 2023.
15. ↑  « Alexandre Coeff quitte l’AJA », site de l'AJ Auxerre, 31 janvier 2023. Consulté le 4 février 2023.
16. ↑  « Brayann Pereira prêté à Bourg-en-Bresse Péronnas », site de l'AJ Auxerre, 2 février 2023. Consulté le 4 février 2023.
17. ↑  « Youssouf M'Changama signe à l'AJ Auxerre », site de l'AJ Auxerre, 16 juin 2022. Consulté le 18 juin 2022.
18. ↑  « Ousmane Camara signe son premier contrat professionnel », site de l'AJ Auxerre, 22 juin 2022. Consulté le 22 juin 2022.
19. ↑  « Kays Ruiz-Atil, nouvelle recrue de l’AJ Auxerre », site de l'AJ Auxerre, 28 juin 2022. Consulté le 28 juin 2022.
20. ↑  « L’AJA est heureuse d’annoncer l’arrivée de Dénys Bain », site de l'AJ Auxerre, 5 juillet 2022. Consulté le 9 juillet 2022.
21. ↑  « Nathanaël Bouekou signe son premier contrat professionnel », site de l'AJ Auxerre, 6 juillet 2022. Consulté le 9 juillet 2022.
22. ↑  « Premier contrat professionnel pour Idjessi Metsoko », site de l'AJ Auxerre, 8 juillet 2022. Consulté le 9 juillet 2022.
23. ↑  « Brayann Pereira signe à l'AJA », site de l'AJ Auxerre, 12 juillet 2022. Consulté le 12 juillet 2022.
24. ↑  « Benoît Costil signe à l'AJA », site de l'AJ Auxerre, 15 juillet 2022. Consulté le 11 août 2022.
25. ↑  « Julian Jeanvier signe à l’AJA », site de l'AJ Auxerre, 2 août 2022. Consulté le 11 août 2022.
26. ↑  « Rayan Raveloson rejoint l’AJA », site de l'AJ Auxerre, 4 août 2022. Consulté le 11 août 2022.
27. ↑  « Nuno Da Costa nouveau n°9 de l’AJA ! », site de l'AJ Auxerre, 9 août 2022. Consulté le 11 août 2022.
28. ↑  « Gideon Mensah est auxerrois ! », site de l'AJ Auxerre, 13 août 2022. Consulté le 13 août 2022.
29. ↑  « M’Baye Niang rejoint l’AJA ! », site de l'AJ Auxerre, 16 août 2022. Consulté le 16 août 2022.
30. ↑  « Akim Zedadka rejoint l’AJA ! », site de l'AJ Auxerre, 9 décembre 2022. Consulté le 5 février 2023.
31. ↑  « Matthis Abline rejoint l’AJA », site de l'AJ Auxerre, 2 janvier 2023. Consulté le 5 février 2023.
32. ↑  « Isaak Touré prêté à l’AJA », site de l'AJ Auxerre, 3 janvier 2023. Consulté le 5 février 2023.
33. ↑  « Elisha Owusu s’engage avec l’AJA ! », site de l'AJ Auxerre, 16 janvier 2023. Consulté le 5 février 2023.
34. ↑  « Vincenzo Cozzella signe son premier contrat professionnel », site de l'AJ Auxerre, 18 janvier 2023. Consulté le 5 février 2023.
35. ↑  « Andrei Ionut Radu rejoint l’AJA », site de l'AJ Auxerre, 25 janvier 2023. Consulté le 5 février 2023.
36. ↑  « Han-Noah Massengo prêté à l’AJA », site de l'AJ Auxerre, 30 janvier 2023. Consulté le 5 février 2023.
37. ↑  « Siriki Dembélé prêté à l’AJA », site de l'AJ Auxerre, 31 janvier 2023. Consulté le 5 février 2023.

#### Autres
1. ↑  « Ligue 1 : le Chinois James Zhou va bientôt quitter la présidence d'Auxerre », site du Figaro, 9 août 2022. Consulté le 14 août 2022.
2. ↑  « Baptiste Malherbe président exécutif de l'AJA : le choix de la continuité », site de L'Yonne Républicaine, 13 août 2022. Consulté le 14 août 2022.
3. ↑  « James Zhou confirme la nomination de Baptiste Malherbe au poste de président exécutif de l'AJA », site de L'Yonne Républicaine, 16 août 2022. Consulté le 16 août 2022.
4. ↑  « L'international français, Benoît Costil, est un dogue », site du LOSC Lille, 28 janvier 2023. Consulté le 4 février 2023.
5. ↑  « Effectif pro », sur aja.fr (consulté le 13 août 2022)
6. ↑  Seule la nationalité sportive est indiquée. Un joueur peut avoir plusieurs nationalités mais n'a le droit de jouer que pour une seule sélection nationale.
7. ↑  Seule la sélection la plus importante est indiquée.